# Vincenzo Verzeni
Vincenzo Verzeni (Bottanuco, 11 d'abril de 1849 - Bottanuco, 31 de desembre de 1918) va ser un assassí en sèrie italià, sobrenomenat "el vampir de la zona de Bèrgam" i "l'estrangulador de dones". Va ser condemnat per l'assassinat de dues dones i l'agressió de sis més entre 1867 i 1872. El seu cas va ser estudiat per Cesare Lombroso.

## Biografia

### Infància i primers atacs
Vincenzo Verzeni va néixer a Bottanuco l'any 1849 en una família de camperols. La seva infantesa està marcada per les males condicions econòmiques de la família: el seu pare era alcohòlic i violent, mentre que la seva mare patia d'⁣epilèpsia.
Verzeni va mostrar els primers signes d'agressivitat als 18 anys. L'any 1867 va atacar la seva cosina Marianna mentre dormia i va intentar mossegar-li el coll, però va fugir espantat pels seus crits. No hi ha informes després de l'atac.
En 1869, una altra camperola, Barbara Bravi, va ser atacada per un desconegut que va fugir tan bon punt la dona va resistir. Bravi fou incapaç d'identificar l'agressor, però anys més tard, després de la detenció de Verzeni per dos assassinats, no descartà que hagués pogut ser ell.
El mateix any, Verzeni va atacar Margherita Esposito. En la baralla l'home va resultar ferit a la cara i posteriorment identificat per la policia. Tampoc en aquest cas no hi hagué mesures penals arran de l'atac.
També l'any 1869, una altra dona, Angela Previtali, va informar a la policia que havia estat segrestada per Verzeni, detinguda durant unes hores en una zona deshabitada i després alliberada pel mateix home per compassió.

### Els assassinats
El primer assassinat es remunta al 8 de desembre de 1870, quan Giovanna Motta, de catorze anys, que anava a la propera ciutat de Suisio a visitar uns familiars, va desaparèixer. El seu cos va ser trobat 4 dies després, mutilat: el coll presentava marques de mossegada, les entranyes i els genitals havien estat extirpats i la carn d'un bessó havia estat arrencada. Algunes agulles trobades al costat del cos suggeriren que Verzeni va practicar el piquerisme (clava agulles a una altra persona) durant o després de la tortura.
El 10 d'abril de 1871 Verzeni va molestar Maria Galli, una altra pagesa, que el va denunciar a la policia. El 26 d'agost del mateix any va atacar Maria Previtali (no emparentada amb Àngela), empenyent-la violentament i intentant mossegar-li el coll.
El 1872 Verzeni va matar Elisabetta Pagnoncelli, el cos de la qual va ser trobat en condicions semblants a les de Giovanna Motta: marques de mossegada al coll, òrgans extrets i tires de carn arrencades.

### La detenció
Vincenzo Verzeni va ser arrestat el 1873. Cesare Lombroso fou  l'encarregat d'elaborar l'informe psiquiàtric: encara que no considerà Verzeni malalt mental, Lombroso el definí com "un sàdic sexual, vampir, devorador de carn humana" i, a partir de característiques fisiològiques, diagnosticà una forma greu de necrofília., així com cretinisme i pel·lagra avançada.
Durant el judici, Verzeni descrigué els assassinats:
| « | (italià) Io ho veramente ucciso quelle donne e ho tentato di strangolare quelle altre, perché provavo in quell'atto un immenso piacere. Le graffiature che si trovarono sulle cosce non erano prodotte colle unghie ma con i denti, perché io, dopo strozzata la morsi e ne succhiai il sangue che era colato, con cui godei moltissimo. | (català) De fet, vaig matar aquelles dones i vaig intentar estrangular-les, perquè vaig sentir un immens plaer en aquell acte. Les rascades que es trobaven a les cuixes no es produïen amb ungles sinó amb dents, perquè després d'haver-les estrangulat, les vaig mossegar i xuclar la sang que havia fluït, cosa que em va agradar molt. | » |

Declarat culpable d'un doble assassinat, Verzeni va escapar de la condemna a mort gràcies al vot d'un jurat i va ser condemnat a cadena perpètua al manicomi penal de la Pia Casa della Senavra de Milà i a treballs forçats de per vida.
El seu cas és explicat per Leonardo Sciascia al volum Il mare colore del vino, amb el conte Processo per violenza.
El cas Verzeni també s'explica a la novel·la policial "Nostalgia delblood" de Dario Correnti.

### La mort
La data de la mort de Verzeni fa temps que s'ha discutit. Les infermeres de l'asil criminal de Milà van declarar que l'havien trobat mort el 13 d'abril de 1874, penjat a la seva cel·la; segons els productors de televisió Mirko Cocco i Michele Pinna, que van cobrir el cas per a un reportatge de televisió regional el 2010, Verzeni va sobreviure a l'intent de suïcidi i va ser traslladat a la presó de Civitavecchia.
Un article publicat a l'Eco di Bergamo el 3 de desembre de 1902 ho confirma:
| « | (italià) La popolazione di Bottanuco è terrorizzata al pensiero che Vincenzo Verzeni, lo squartatore di donne, ha quasi ormai finito l'espiazione della pena, che dall'ergastolo, fu convertita in 30 anni di reclusione. Il lugubre ricordo delle gesta sanguinose del Verzeni è ancora vivo in Bottanuco e nei paesi circostanti. | (català) La població de Bottanuco està aterrida en pensar que Vincenzo Verzeni, l'esquarterador, gairebé ha acabat de complir la seva condemna, que de cadena perpètua es va convertir en 30 anys de presó. El trist record dels fets sagnants de Verzeni encara és viu a Bottanuco i els pobles dels voltants. | » |

El certificat de defunció núm. 87 del municipi de Bottanuco certificà que Verzeni va morir a la seva ciutat natal el 31 de desembre de 1918, per causes naturals.